# Alberto Giustolisi

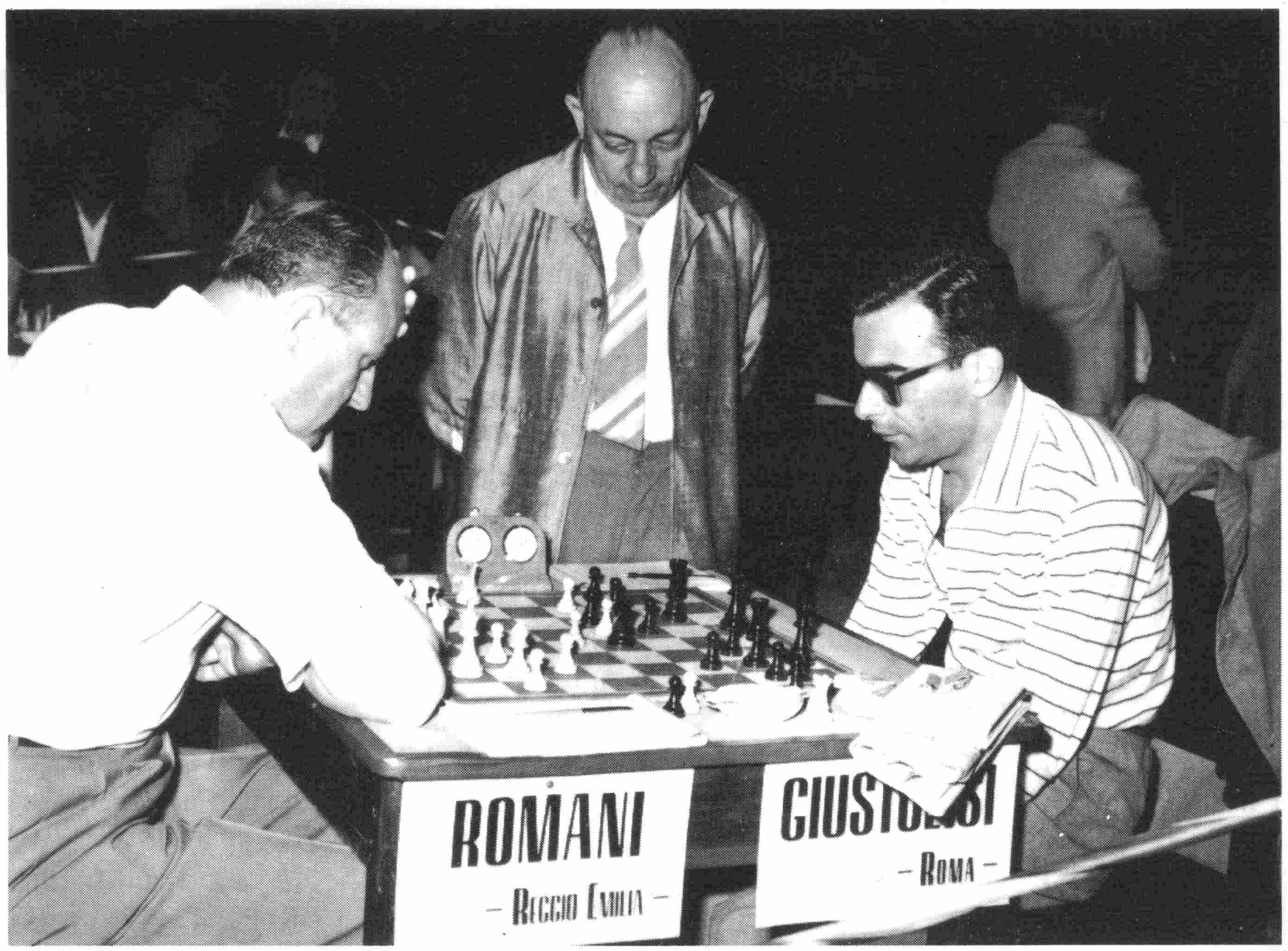
Alberto Giustolisi, Giovanni Ferrantes und Elio Romani im 1961

Alberto Mario Giustolisi (* 17. März 1928 in Rom; † 27. Februar 1990 in Genzano di Roma) war ein italienischer Schachspieler.
1962 erhielt er von der FIDE den Titel des Internationalen Meisters.
Giustolisi war viermal italienischer Meister: 1952 in Ferrara (geteilt mit Vincenzo Castaldi und Federico Norcia), 1961 in San Benedetto del Tronto, 1964 in Neapel und 1966 in Rovigo. Für die italienische Nationalmannschaft nahm er zudem an den Schacholympiaden 1950 in Dubrovnik und 1968 in Lugano teil.